# 俞东来
俞东来（1963年10月—），男，浙江杭州人，中华人民共和国政治人物。中央党校大学学历。

## 生平
1981年11月参加工作。1986年11月加入中国共产党。曾任中共江干区委常委、组织部部长，拱墅区区长、区委书记，杭州市人民政府副秘书长、副市长，中共杭州市委常委、萧山区委书记，中共杭州市委副书记、政法委书记。2017年2月，任中共舟山市委书记。